# Державний лад Сент-Кіттс і Невісу
Сент-Кіттс і Невіс — незалежна держава, федеральна парламентська демократія, член Співдружності націй та Королівство Співдружності.

## Виконавча влада

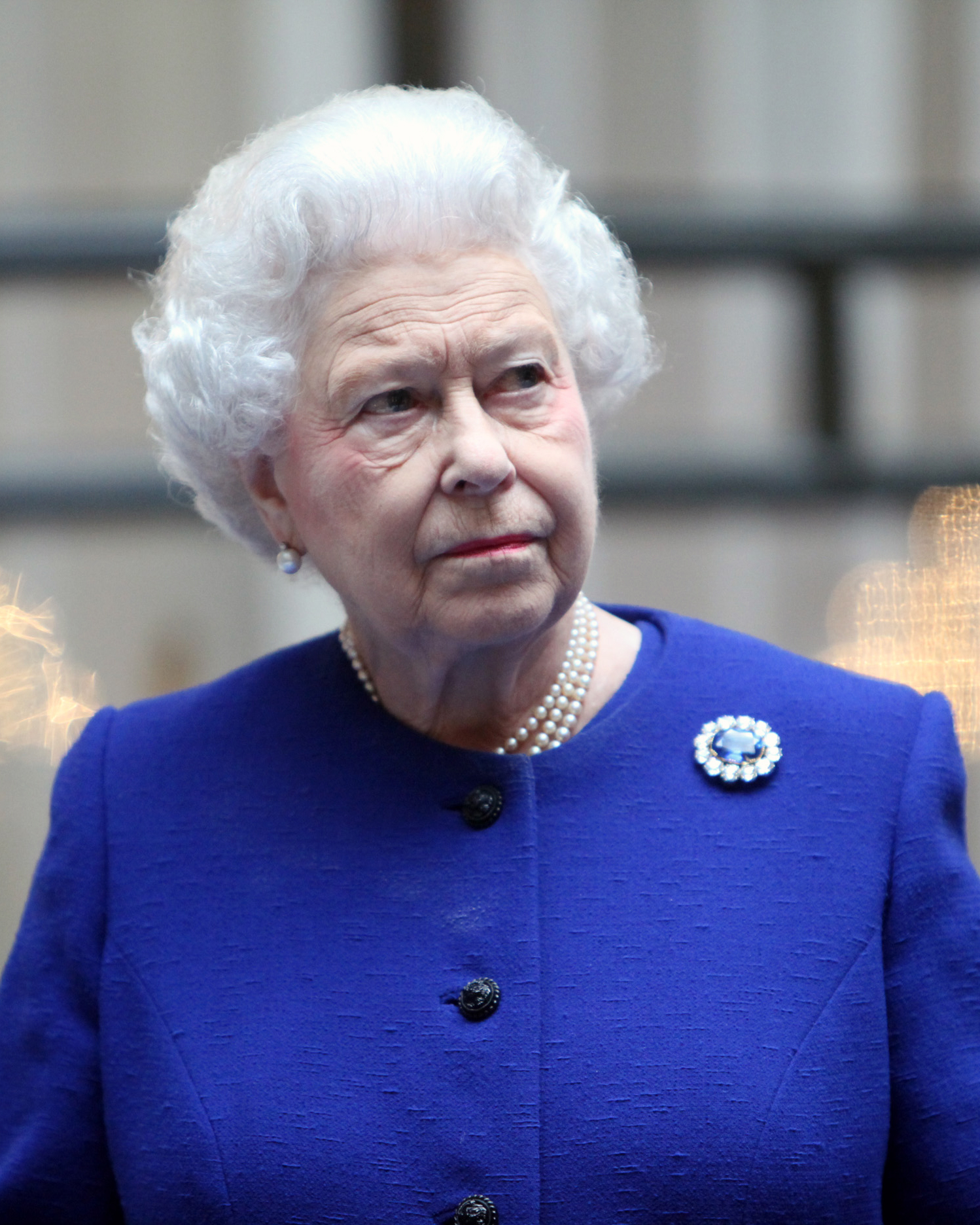
Єлизавета II

Глава держави — королева Великої Британії (нині — королева Єлизавета II), яку представляє призначений королевою генерал-губернатор. 
Генерал-губернатор може використовувати майже будь-яку владу («reserve power»), яку має королева. Генерал-губернатором зазвичай стає особа з бездоганним послужним списком: політик, суддя або військовий; іноді це постаті з області спорту, науки, культури, священнослужителі або філантропи.
Виконавча влада належить уряду — кабінету міністрів. На чолі його стоїть Прем'єр-міністр. На цю посаду зазвичай призначається після виборів лідера партії або коаліції.
Виконавча влада здійснюється урядом на чолі з прем'єр-міністром, якого призначає генерал-губернатор і за рекомендацією прем'єр-міністра — міністрів. Уряд підзвітний парламенту.

## Законодавча влада
Законодавча влада належить однопалатному парламенту. Острів Невіс має власний парламент — Збори острова Невіс.

## Судова влада
Верховний суд — Східнокарибський Верховний Суд (Eastern Caribbean Supreme Court), вищий судовий орган для Організації Східнокарибських держав (ОЕСР), включаючи шість незалежних держав: Антигуа і Барбуда, Співдружність Домініка, Гренада, Сент-Кіттс і Невіс, Сент-Люсія, Сент-Вінсент і Гренадини та три британських Заморські території (Ангілья, Британські Віргінські Острови та Монтсеррат). Він має необмежену юрисдикцію в кожній державі-члені. Був заснований у 1967 році.
Правова система Федерації заснована на англійському загальному праві, але корпоративне право увібрало в себе як англійське, так і американське право, і використовує основи законодавства американського штату Делавер.